# Hoheitszeichen Irans
Der Staat Iran führt seit der Islamischen Revolution von 1979 kein Wappen im eigentlichen Sinne, sondern ein nationales Emblem (persisch نشان رسمی ایران, ‚offizielles Emblem von Iran‘), das die Funktion eines Hoheitszeichen erfüllt. Das Hoheitszeichen Irans zeigt in stilisierter arabischer Schrift das arabische Wort Allah (deutsch „Gott“).

## Beschreibung

Flagge Irans

Das an einen kalligraphischen Schriftzug erinnernde Zeichen besteht aus vier Mondsicheln und einem Schwert. Diese fünf vertikal angeordneten Bestandteile symbolisieren die fünf Säulen des Islam.
Über der Schwertspitze befindet sich ein Taschdīd, das Verdoppelungszeichen der arabischen Schrift, was hier als Verstärkung der durch die Waffe symbolisierten Kraft aufgefasst werden kann.
Als Ganzes lässt sich das Zeichen als stilisierter Namenszug Allah / الله / Allāh / ‚Gott‘ lesen.
Die symmetrische Gestaltung gilt als Ausdruck des Gleichgewichts und der Beständigkeit.
Insgesamt erinnert die Form des Emblems außerdem an eine Tulpenblüte, ein in der persischen Mythologie verwurzeltes Symbol, das auf die Vorstellung verweist, überall dort, wo das Blut eines Kämpfers für sein Land vergossen wurde, wachse eine Tulpe. In neuerer Zeit wird dieser Mythos von einigen Interpreten auch auf islamisches Märtyrertum bezogen.
Das Motiv findet sich auch in der Flagge Irans.

## Geschichte
Das Emblem bezieht sich auf den Islam. Es wurde von Hamid Nadimi erstellt und von dem Ayatollah Chomeini am 9. Mai 1980 als nationales Hoheitszeichen genehmigt. Es entstand, nachdem das bis dahin auf der Staatsflagge verwendete alte Reichsemblem Persiens (Löwe mit Säbel vor aufgehender Sonne) im Zuge der Islamischen Revolution abgeschafft worden war und durch ein Symbol ersetzt werden sollte, das nicht an die monarchischen Verhältnisse erinnert.
Das alte Reichsemblem Irans bzw. Persiens ist aber nach wie vor als Schutzzeichen gültig: Roter Löwe mit roter Sonne nach der Genfer Konvention. Trotz des Wechsels zum Roten Halbmond im Jahr 1980 behält sich die Islamische Republik Iran weiterhin ausdrücklich das Recht zur Verwendung des Roten Löwen mit roter Sonne vor.

Hoheitszeichen des Kaiserreichs Persien bis 1907
Hoheitszeichen des Kaiserreichs Persien 1907–1925
Wappen des Kaisers von Iran unter der Pahlavi-Dynastie 1925–1979
Hoheitszeichen Irans in der Übergangszeit 1979–1980

## Unicode
Das heutige Emblem Irans ist im Unicodeblock Verschiedene Symbole am Codepunkt U+262B unter dem Namen „Farsi Symbol“ aufgenommen.